# Scottish War Emergency Cup
La Scottish War Emergency Cup est une compétition de football temporaire qui s'est tenue au début de la Seconde Guerre mondiale et qui a été créée pour compenser la suspension de la Coupe d'Écosse durant la guerre. Elle s'est déroulée entre février et mai 1940 et a mis aux prises les seize clubs de la Ligue écossaise qui étaient toujours actifs à ce moment.
La compétition a été remportée par les Rangers qui ont battu Dundee United 1-0 en finale.

## Premier tour
Cowdenbeath ayant déclaré forfait, Dunfermline Athletic est qualifié directement pour le deuxième tour.
Le premier tour se joue sous le format d'une double confrontation, les matches allers se sont déroulés le 24 février 1940 sur le terrain de la première équipe nommée et les matches retours le 2 mars 1940 sur le terrain de la deuxième équipe.
| Équipe 1            | Résultat | Équipe 2            | Aller | Retour |
| ------------------- | -------- | ------------------- | ----- | ------ |
| Albion Rovers       | 4 - 3    | Aberdeen            | 3 - 3 | 1 - 0  |
| Alloa Athletic      | 3 - 6    | Rangers             | 1 - 4 | 2 - 2  |
| Celtic              | 4 - 5    | Raith Rovers        | 4 - 2 | 0 - 3  |
| Clyde               | 3 - 2    | East Fife           | 3 - 1 | 0 - 1  |
| Dumbarton           | 6 - 3    | Arbroath            | 4 - 3 | 2 - 0  |
| Dundee              | 2 - 4    | Third Lanark        | 1 - 1 | 1 - 3  |
| Falkirk             | 5 - 4    | Hibernian           | 5 - 0 | 0 - 4  |
| Hamilton Academical | 8 - 5    | Stenhousemuir       | 7 - 1 | 1 - 4  |
| Kilmarnock          | 3 - 2    | Ayr United          | 1 - 0 | 2 - 2  |
| King's Park         | 6 - 9    | Motherwell          | 4 - 6 | 2 - 3  |
| Partick Thistle     | 3 - 5    | Dundee United       | 2 - 4 | 1 - 1  |
| Queen's Park        | 4 - 5    | Airdrieonians       | 3 - 2 | 1 - 3  |
| St Bernard's        | 1 - 10   | Greenock Morton     | 1 - 5 | 0 - 5  |
| St Johnstone        | 2 - 6    | Heart of Midlothian | 2 - 1 | 0 - 5  |
| Saint Mirren        | 7 - 4    | Queen of the South  | 6 - 0 | 1 - 4  |

## Deuxième tour
Le deuxième tour se déroule sur un match à élimination directe sur le terrain de la première équipe nommée. En cas d'égalité, il est procédé à une nouvelle confrontation sur le terrain de l'autre équipe.
| 9 mars 1940 | Clyde                | 3 - 1 | Dunfermline Athletic |                     |                     |
|             | Agnew Beaton McLaren |       | Johnston             | Spectateurs : 7 000 | Spectateurs : 7 000 |

| 9 mars 1940 | Dumbarton | 0 - 2 | Airdrieonians |                     |                     |
|             |           |       | Reid Flavell  | Spectateurs : 5 500 | Spectateurs : 5 500 |

| 9 mars 1940 | Dundee United                       | 7 - 1 | Third Lanark |                     |                     |
|             | Gardiner (2) Kerr Milne (3) Adamson |       | Joyner       | Spectateurs : 8 000 | Spectateurs : 8 000 |

| 9 mars 1940 | Falkirk | 0 - 0 | Rangers |                      |
|             |         |       |         | Spectateurs : 16 000 |

| 9 mars 1940 | Hamilton Academical | 0 - 2 | Saint Mirren |                     |                     |
|             |                     |       | Deakin Brady | Spectateurs : 8 000 | Spectateurs : 8 000 |

| 9 mars 1940 | Heart of Midlothian | 2 - 1 | Raith Rovers |                     |                     |
|             | Phillips Walker     |       | Kinnear      | Spectateurs : 9 951 | Spectateurs : 9 951 |

| 9 mars 1940 | Kilmarnock       | 2 - 1 | Albion Rovers |                     |                     |
|             | Collins McGrogan |       | McKinlay      | Spectateurs : 7 586 | Spectateurs : 7 586 |

| 9 mars 1940 | Greenock Morton | 1 - 1 | Motherwell |                     |                     |
|             | Milne           |       | Bremner    | Spectateurs : 8 688 | Spectateurs : 8 688 |

### Matches à rejouer
| 11 mars 1940 | Motherwell                    | 5 - 2 | Greenock Morton |                     |                     |
|              | McCulloch (3) Ogilvie Bremner |       | McPhie Keys     | Spectateurs : 8 600 | Spectateurs : 8 600 |

| 11 mars 1940 | Rangers              | 3 - 2 | Falkirk     |                      |                      |
|              | Thornton (2) Venters |       | Calder Fyfe | Spectateurs : 46 000 | Spectateurs : 46 000 |

## Quarts de finale
Comme pour le deuxième tour, les quarts de finale se déroulent sur un match à élimination directe sur le terrain de la première équipe nommée. En cas d'égalité, il est procédé à une nouvelle confrontation sur le terrain de l'autre équipe.
| 23 mars 1940 | Airdrieonians | 0 - 0 | Heart of Midlothian |                      |
|              |               |       |                     | Spectateurs : 14 000 |

| 23 mars 1940 | Dundee United         | 3 - 0 | Kilmarnock |                      |                      |
|              | Milne Fraser Gardiner |       |            | Spectateurs : 14 000 | Spectateurs : 14 000 |

| 23 mars 1940 | Motherwell            | 3 - 0 | Clyde |                      |                      |
|              | Bremner (2) McCulloch |       |       | Spectateurs : 12 673 | Spectateurs : 12 673 |

| 23 mars 1940 | Rangers              | 3 - 1 | Saint Mirren |                      |                      |
|              | Thornton McNee Smith |       | Brady        | Spectateurs : 60 000 | Spectateurs : 60 000 |

### Match à rejouer
Le 1er match à rejouer a été arrêté pendant les prolongations, à la 117e, à cause de la luminosité trop faible et a été rejoué une deuxième fois.
| 1 avril 1940 | Heart of Midlothian | 2 - 2 (a. p.) | Airdrieonians |                      |                      |
|              | Carruth Baxter      |               | Reid Mooney   | Spectateurs : 19 949 | Spectateurs : 19 949 |

### Second match à rejouer
| 2 avril 1940 | Heart of Midlothian | 3 - 4 | Airdrieonians            |                      |                      |
|              | Walker (2) Phillips |       | Mooney Flavell Reid Farr | Spectateurs : 20 000 | Spectateurs : 20 000 |

## Demi-finales
Les demi-finales se jouent sur un match à élimination directe (avec match à rejouer en cas d'égalité) sur terrain neutre.
| 13 avril 1940 | Rangers                    | 4 - 1 | Motherwell |                                            |                                            |
|               | Thornton Smith (2) Venters |       | McCulloch  | Hampden Park, Glasgow Spectateurs : 50 000 | Hampden Park, Glasgow Spectateurs : 50 000 |

| 13 avril 1940 | Dundee United | 0 - 0 | Airdrieonians |                                             |
|               |               |       |               | Easter Road, Édimbourg Spectateurs : 22 000 |

### Match à rejouer
| 17 avril 1940 | Dundee United         | 3 - 1 | Airdrieonians |                                             |                                             |
|               | Glen Adamson Dunsmore |       | Reid          | Easter Road, Édimbourg Spectateurs : 22 000 | Easter Road, Édimbourg Spectateurs : 22 000 |

## Finale
La finale se déroule sur un match à élimination directe, sur terrain neutre.
| 4 mai 1940 | Rangers | 1 - 0 | Dundee United |                                                                |                                                                |
| | Smith   | |               | Hampden Park, Glasgow Spectateurs : 75 000 Arbitrage : W. Webb | Hampden Park, Glasgow Spectateurs : 75 000 Arbitrage : W. Webb |
| GK Jerry Dawson RB Dougie Gray LB Jock Shaw RH Bobby Bolt CH Willie Woodburn LH Tom McKillop (en) RW William Waddell IR Willie Thornton CF Jimmy Smith IL Alex Venters LW Adam Little (en) Entraîneur : Bill Struth | Équipes | GK Charlie Thomson RB Alex Miller LB Tommy Dunsmore RH Arthur Baxter CH Jimmy Littlejohn (en) LH Jimmy Robertson RW Alex Glen IR Bobby Gardiner CF Arthur Milne (en) IL Tommy Adamson LW Norman Fraser Entraîneur : Jimmy Allan (en) |               | Hampden Park, Glasgow Spectateurs : 75 000 Arbitrage : W. Webb | Hampden Park, Glasgow Spectateurs : 75 000 Arbitrage : W. Webb |

## Articles liés
- Coupe d'Écosse de football